# Sternkreuzung

Schematische Darstellung eines symmetrischen Vollsterns

Eine Sternkreuzung, auch Vollkreuzung, (vollständiges) Gleisviereck, Gleisstern, Vollstern oder kurz Stern beziehungsweise aus dem Englischen Grand Union genannt, ist eine höhengleiche Kreuzung zweier zweigleisiger Bahnstrecken mit zweigleisigen Verbindungen in jeder Abbiegebeziehung. Sie kommt fast ausschließlich bei Straßenbahnen und in ihrer Idealform auch bei diesen relativ selten vor. Sie bietet vollständige Flexibilität bei der Festlegung durchgehender Linienführungen und kurzfristigen Änderungen daran. Auch die Anbindung nahegelegener Betriebshöfe in möglichst viele Richtungen kann zum Nutzen einer Sternkreuzung beitragen. Jedoch ist die Gleiskonstruktion mit 16 Weichen und meist ungewöhnlich verflochtenen Gleiskreuzungen gegenüber Varianten mit weniger Fahrmöglichkeiten sehr aufwendig und somit teuer zu errichten und zu unterhalten.

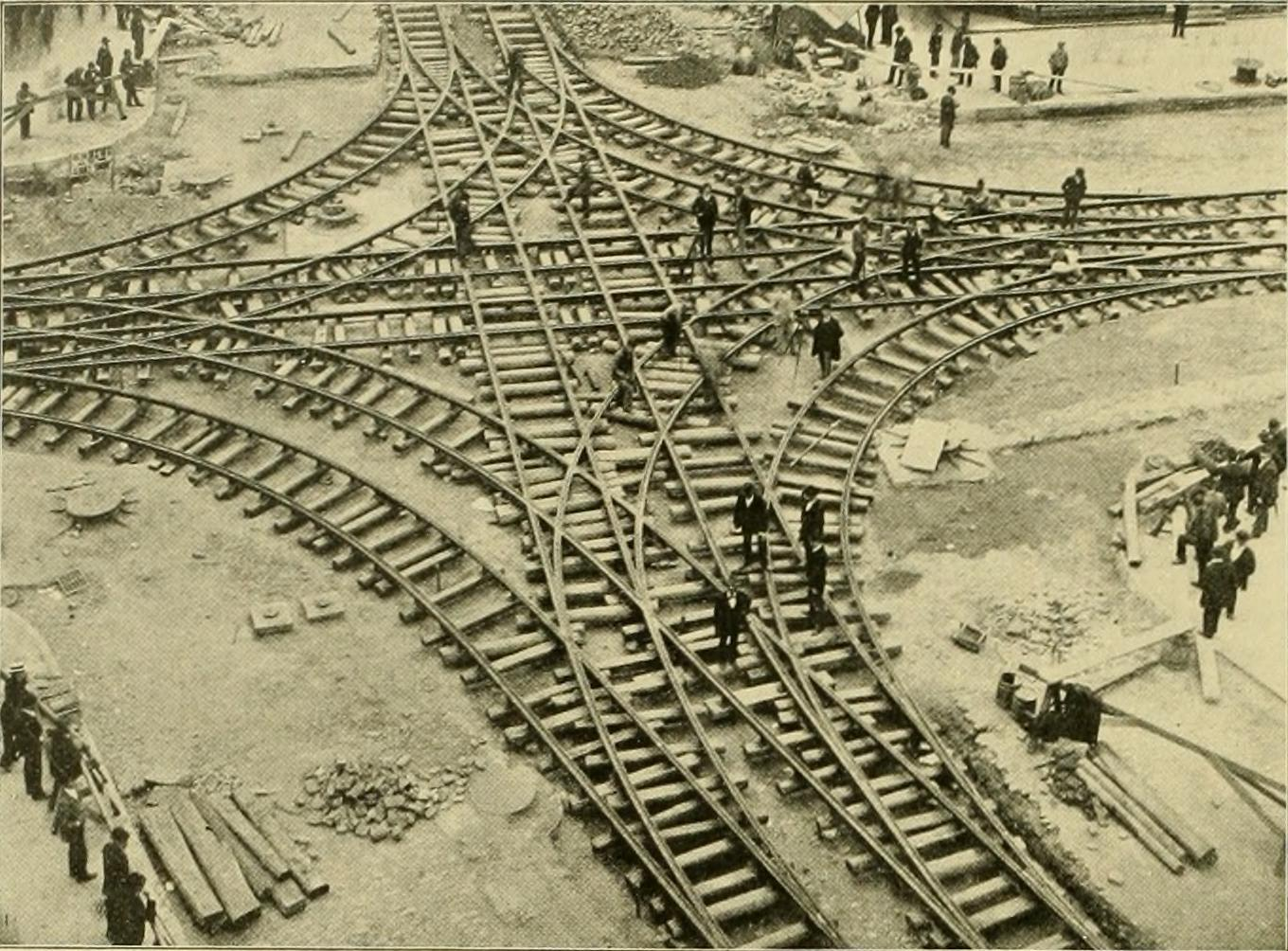
Vollstern in Bau (1891)

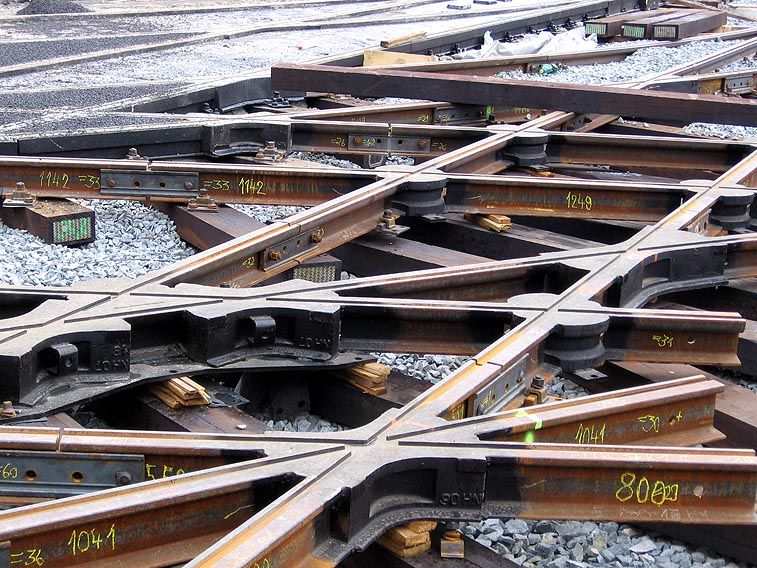
Nahaufnahme komplexer Gleiskreuzungen mit Mehrfachherzstücken, wie sie für Sternkreuzungen typisch sind, in Prag

Konstruktionen, bei denen einzelne Gleise zu einem Vollstern fehlen, werden auch unvollständiges Gleisviereck, Siebenachtel-Sternkreuzung und Dreiviertel-Sternkreuzung oder kurz Siebenachtelstern und Dreiviertelstern genannt. Die besonders seltenen Siebenachtelsterne haben in einer der Abbiegebeziehungen nur ein Gleis. Bei Dreiviertelsternen fehlt eine Abbiegebeziehung vollständig. Entsprechende Begriffe sind auch für Kreuzungen mit noch weniger Verbindungen ableitbar.

Schematische Darstellung eines Siebenachtelsterns

Schematische Darstellung eines Dreiviertelsterns

Bei vielen Sternkreuzungen ist es erforderlich, je zwei Weichen zu Doppelweichen zusammenzufassen. Auch überschneiden sich oft die einzelnen Gleiskreuzungen. Teilweise sind Mehrfachherzstücke mit mehreren Herzstückspitzen notwendig, in denen sich drei statt zwei Schienen kreuzen. Abhängig von der zur Verfügung stehenden Fläche können Sternkreuzungen jedoch auch so angelegt werden, dass keine Doppelweichen und keine besonders komplexen Gleiskreuzungen notwendig sind. Auch die Anordnung von Vorsortiergleisen, wodurch eine oder mehrere Weichen relativ weit von der eigentlichen Streckenkreuzung entfernt liegen, ist möglich. Kreisverkehrsartige Gleisanlagen, die ganz ohne Gleiskreuzungen alle auf Sternkreuzungen gegebenen Fahrmöglichkeiten ebenfalls bieten, gelten jedoch nicht als Sternkreuzungen. Diese Alternative ist zusätzlich aus jeder Richtung als Wendeschleife nutzbar.

Schematische Darstellung eines Vollsterns in einer Variante mit weniger komplexen Gleiskreuzungen und ohne Doppelweichen, angewendet beispielsweise am Hauptbahnhof Dresden

Schematische Darstellung eines Vollsterns mit zwei Varianten der Vorsortierung

## Vollsterne

### Liste

Schematische Darstellung des Siebenachtel-Sterns mit integrierter Wendeschleife in Basel am Aeschenplatz

| Staat       | Netz                      | Anzahl | Ort(e) | Anmerkung                           |
| ----------- | ------------------------- | ------ | --- | ----------------------------------- |
| Australien  | Straßenbahn Melbourne     | 1      | Balaclava Road/Hawthorn Road |                                     |
| Belgien     | Straßenbahn Brüssel       | 1      | Haltestelle Buyl |                                     |
| Deutschland | Straßenbahn Bremen        | 1      | Haltestelle Bennigsenstraße | in Bau (Stand August 2025)          |
| Deutschland | Straßenbahn Cottbus       | 1      | Stadthalle |                                     |
| Deutschland | Straßenbahn Dresden       | 2      | Albertplatz; Hauptbahnhof |                                     |
| Deutschland | Straßenbahn Halle (Saale) | 1      | Franckeplatz |                                     |
| Deutschland | Straßenbahn Karlsruhe     | 4      | Entenfang; Rüppurrer Straße/Baumeisterstraße/Philipp-Reis-Straße; Rüppurrer Straße/Kriegsstraße/Fritz-Erler-Straße/Ludwig-Erhard-Allee; Mathystraße/Karlstraße |                                     |
| Deutschland | Straßenbahn Kassel        | 1      | Am Stern |                                     |
| Deutschland | Stadtbahn Köln            | 1      | Aachener Straße/Gürtel |                                     |
| Deutschland | Straßenbahn Leipzig       | 1      | Haltestelle Goerdelerring |                                     |
| Deutschland | Straßenbahn Magdeburg     | 3      | Haltestelle Westring; Haltestelle Südring; Ernst-Reuter-Allee/Breiter Weg                                                                                      |                                     |
| Deutschland | Straßenbahn München       | 1      | Haltestelle Ostfriedhof |                                     |
| Kanada      | Straßenbahn Toronto       | 3      | King Street West/Bathurst Street; King Street West/Spadina Avenue; Queen Street West/Spadina Avenue                                                            |                                     |
| Kasachstan  | Straßenbahn Pawlodar      | 1      | Uliza Lomowa/Uliza Kutusowa |                                     |
| Kroatien    | Straßenbahn Zagreb        | 1      | Jukićeva ulica/Vodnikova ulica/Savska cesta |                                     |
| Niederlande | Straßenbahn Amsterdam     | 4      | Mercatorplein; Ceintuurbaan/Ferdinand Bolstraat; Ceintuurbaan/Van Woustraat; Overtoom/Eerste Constantijn Huygensstraat                                         |                                     |
| Österreich  | Straßenbahn Graz          | 1      | Jakominiplatz | Teil eines komplexeren Knotenpunkts |
| Polen       | Straßenbahn Krakau        | 4      | Józefa Dietla/Starowiślna; Rondo Grzegórzeckie; Rondo Czyżyńskie; Rondo Koczmyrzowskie                                                                         |                                     |
| Polen       | Straßenbahn Łódź          | 2      | Aleja Marszałka Józefa Piłsudskiego/Doktora Stefana Kopcińskiego/Aleja Marszałka Edwarda Śmigłego-Rydza; Stanisława Przybyszewskiego/Jana Kilińskiego          |                                     |
| Polen       | Straßenbahn Posen         | 6      | Haltestelle Most Teatralny; Rondo Kaponiera; Rondo Jana Nowaka Jezorańskiego; Głogowska/Hetmańska; Rondo Starołęka; Kórnicka/Jana Pawla II                     |                                     |
| Polen       | Straßenbahn Stettin       | 2      | Rondo Olszewskiego; Plac Rodła |                                     |
| Polen       | Straßenbahn Warschau      | 4      | Jana Pawla Woronicza/Wołoska; Nowowiejska/Aleja Niepodległości; Rondo Kercelak; Aleja „Solidarności“/Aleja Jana Pawla II                                       |                                     |
| Polen       | Straßenbahn Breslau       | 1      | Plac Generała Józefa Bema |                                     |
| Polen       | Straßenbahn Toruń         | 1      | Odrodzenia/Aleja Solidarności |                                     |
| Schweiz     | Strassenbahn Basel        | 1      | Messeplatz |                                     |
| Schweiz     | Strassenbahn Zürich       | 1      | Escher-Wyss-Platz |                                     |
| Tschechien  | Straßenbahn Olmütz        | 1      | Náměstí Národních Hrdinů |                                     |
| Tschechien  | Straßenbahn Prag          | 3      | Haltestelle Palmovka; Palackého náměstí; Strossmayerovo náměstí                                                                                                |                                     |

### Kassel
Die Straßenbahn Kassel hat am nördlichen Rand der Innenstadt eine Sternkreuzung. Sie ging im September 1954 im Rahmen der Umgestaltung der Kasseler Innenstadt nach dem Luftangriff auf Kassel am 22. Oktober 1943 in Betrieb. In der Folge entwickelte sich „Stern“ oder „Sternkreuzung“ im Kasseler Sprachgebrauch zu einem festen Begriff für den gesamten Platz und Verkehrsknotenpunkt. Auch die zugehörige Haltestelle wurde bezugnehmend auf die Gleiskonstruktion Am Stern genannt. Die Nord-West- und Nord-Ost-Bögen wurden stets nur für Umleitungen sowie Ein- und Ausrückfahrten genutzt, nicht jedoch für regulären Linienverkehr. Der Süd-West-Bogen diente zeitweise dem regulären Linienverkehr.

### Graz

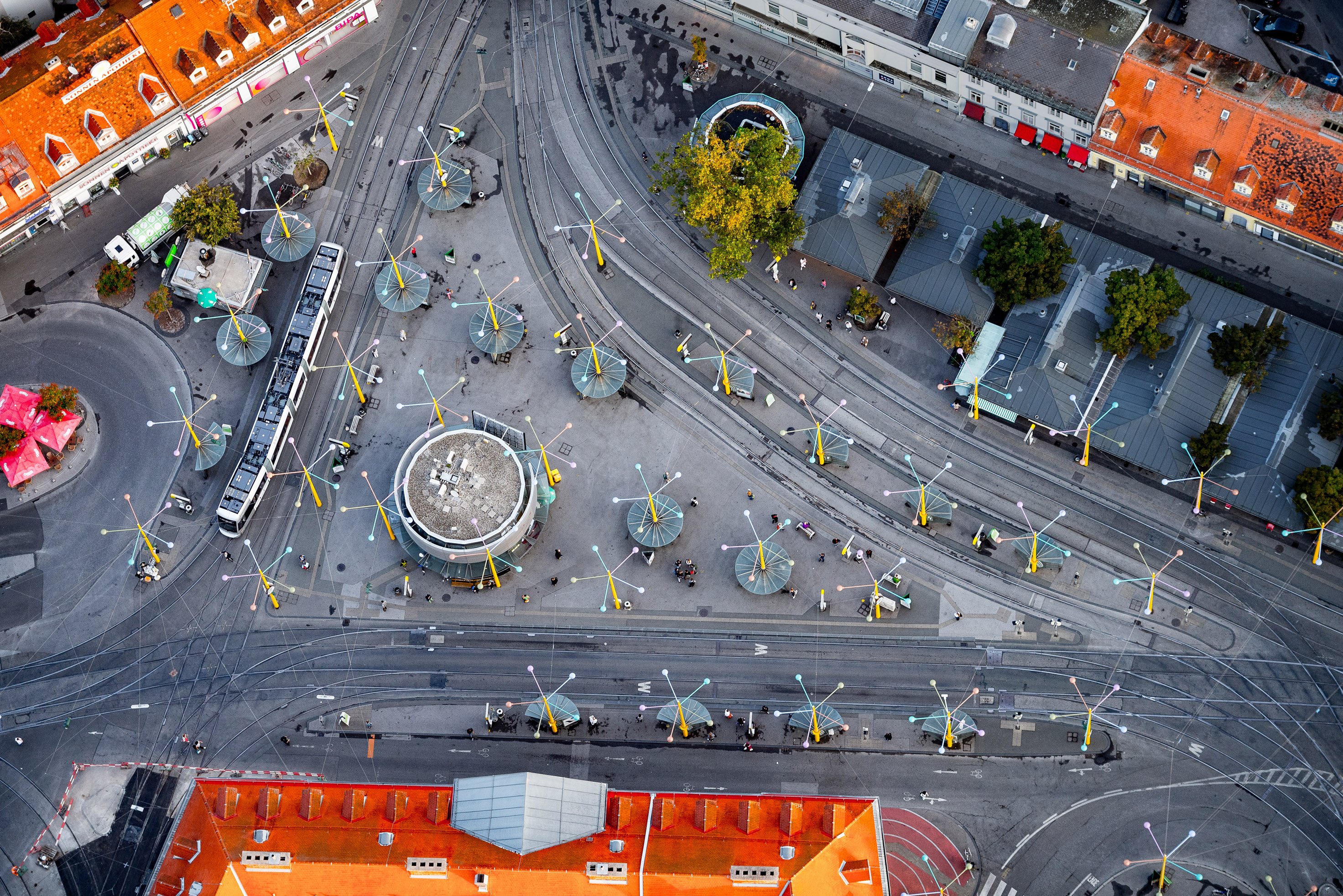
Graz, Jakominiplatz

Der zentrale Knotenpunkt der Straßenbahn Graz auf dem Jakominiplatz ist als Vollstern ausgeführt, in den an der östlichen Ecke eine weitere Verzweigung integriert ist. Alternativ kann die Konstruktion auch als Kombination aus einem Dreiviertel- und einem Halbstern betrachtet werden.

### Ehemalige Vollsterne

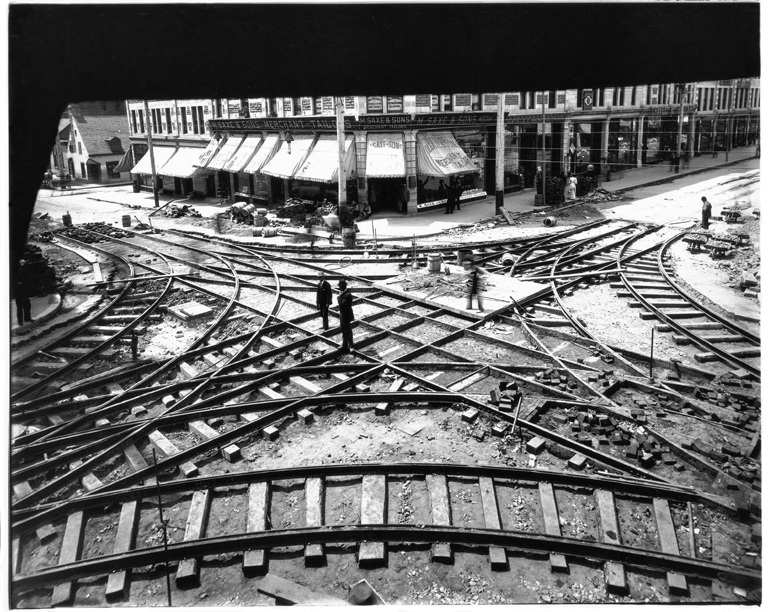
Montreal, 1893

Ein frühes Beispiel eines Vollsternes ist bei der Straßenbahn Montreal dokumentiert.

## Siebenachtelsterne

### Liste
| Staat    | Netz                 | Anzahl | Ort                                                      | Anmerkung                           |
| -------- | -------------------- | ------ | -------------------------------------------------------- | ----------------------------------- |
| Italien  | Straßenbahn Mailand  | 1      | Porta Lodovica                                           |                                     |
| Kanada   | Straßenbahn Toronto  | 1      | King Street West/Dufferin Street                         |                                     |
| Rumänien | Straßenbahn Bukarest | 1      | Calea Dudești/Șoseaua Mihai Bravu/Bulevardul Camil Ressu |                                     |
| Schweiz  | Strassenbahn Basel   | 1      | Aeschenplatz                                             | Teil eines komplexeren Knotenpunkts |

### Basel
Am Aeschenplatz gibt es einen Siebenachtel-Stern, der mit einer rechtsdrehend befahrenen Wendeschleife an der östlichen Ecke einschließlich mehrerer Überholgleise und einer Gleisverschlingung kombiniert ist. Aufgrund der Befahrungsrichtung der integrierten Wendeschleife ist die Süd-Ost-Verbindung im Linksverkehr angelegt. Das zum Vollstern fehlende Gleis ist dasjenige von Süden in Richtung Westen.

## Dreiviertelsterne

### Liste
| Staat              | Netz                                      | Anzahl | Ort(e) | Anmerkung                                                                     |
| ------------------ | ----------------------------------------- | ------ | --- | ----------------------------------------------------------------------------- |
| Australien         | Straßenbahn Melbourne                     | 1      | Victoria Street/Nicholson Street |                                                                               |
| Belgien            | Straßenbahn Antwerpen                     | 2      | Ruggeveldlaan/August van de Wielelei; Franklin Rooseveltplaats                                                                                                   |                                                                               |
| Belgien            | Straßenbahn Brüssel                       | 1      | Boulevard Lambermont/Avenue Princesse Elisabeth |                                                                               |
| Bulgarien          | Straßenbahn Sofia                         | 2      | Taitni Welitschkow/Bul. Aleksandr Stambolijski; Pl. Makedonija                                                                                                   |                                                                               |
| Deutschland        | Straßenbahn Berlin                        | 4      | Weißenseer Weg/Konrad-Wolf-Straße; Rhinstraße/Allee der Kosmonauten; Landsberger Allee/Petersburger Straße; Wilhelminenhofstraße/Edisonstraße                    |                                                                               |
| Deutschland        | Straßenbahn Chemnitz                      | 1      | Zentralhaltestelle |                                                                               |
| Deutschland        | Straßenbahn Dresden                       | 2      | Fetscherplatz; Könneritzstraße/Jahnstraße |                                                                               |
| Deutschland        | Straßenbahn Heidelberg                    | 1      | Römerkreis |                                                                               |
| Deutschland        | Straßenbahn Karlsruhe                     | 1      | Durlacher Allee/Tullastraße |                                                                               |
| Deutschland        | Straßenbahn Kassel                        | 1      | Rathaus |                                                                               |
| Deutschland        | Stadtbahn Köln                            | 1      | Barbarossaplatz |                                                                               |
| Deutschland        | Straßenbahn Leipzig                       | 2      | Waldplatz; Karl-Heine-Straße/Zschochersche Straße |                                                                               |
| Deutschland        | Straßenbahn Magdeburg                     | 2      | Hasselbachplatz; Haltestelle Raiffeisenstraße |                                                                               |
| Deutschland        | Straßenbahn Mannheim/Ludwigshafen         | 1      | Kurpfalzkreisel |                                                                               |
| Deutschland        | Straßenbahn Mülheim/Oberhausen            | 1      | Leineweberstraße/Friedrich-Ebert-Straße |                                                                               |
| Deutschland        | Straßenbahn München                       | 2      | Leonrodplatz; Hauptbahnhof (Arnulfstraße) |                                                                               |
| Deutschland        | Straßenbahn Nürnberg                      | 1      | Haltestelle Schweiggerstraße |                                                                               |
| Deutschland        | Stadtbahn Stuttgart/Straßenbahn Stuttgart | (1)    | Löwentor | teilweise Normalspur, teilweise Meterspur                                     |
| Finnland           | Straßenbahn Helsinki                      | 1      | Mannerheimintie/Kaivokatu |                                                                               |
| Frankreich         | Straßenbahn Montpellier                   | 1      | Bahnhof Saint-Roch |                                                                               |
| Italien            | Straßenbahn Mailand                       | 3      | Piazza Firenze; Via Vincenzo Monti/Largo Quinti Alpini; Via Luigi Nono/Via Giulio Cesare Procaccini                                                              |                                                                               |
| Kanada             | Straßenbahn Toronto                       | 4      | Queen Street West/Roncesvalles Avenue; Dundas Street West/Bathust Street; Queen Street East/Parliament Street; Queen Street East/Victoria Street                 |                                                                               |
| Kroatien           | Straßenbahn Zagreb                        | 1      | Ulica grada Vukuvara/Avenija Marina Držića |                                                                               |
| Niederlande        | Straßenbahn Amsterdam                     | 2      | Rozengracht/Marnixstraat; Wijttenbachstraat/Linnaeusstraat |                                                                               |
| Niederlande        | Straßenbahn Den Haag                      | 1      | Melis Stokelaan/Dedemsvaartweg |                                                                               |
| Niederlande        | Straßenbahn Rotterdam                     | 1      | Vasteland/Scheepstimmermanslaan |                                                                               |
| Österreich         | Straßenbahn Innsbruck                     | 1      | Museumstraße/Viaduktbögen | Nord-West- und Süd-Ost-Verbindungen in Doppelkreuzungsweichen zusammengefasst |
| Österreich         | Straßenbahn Wien                          | 1      | Quellenplatz |                                                                               |
| Polen              | Straßenbahn Bydgoszcz                     | 1      | Wojska Polskiego/Szarych Szeregów |                                                                               |
| Polen              | Straßenbahn Krakau                        | 3      | Rondo Mogilskie; Basztowa/Westerplatte; Józefa Dietla/Stradomska                                                                                                 |                                                                               |
| Polen              | Straßenbahn Łódź                          | 4      | Legionów/Zachodnia; Gabriela Narutowicza/Jana Kilińskiego; Piłsudskiego/Jana Kilińskiego; Generala Jarosława Dąbrowskiego/Aleja Marszałka Edwarda Śmigłego-Rydza |                                                                               |
| Polen              | Straßenbahn Posen                         | 1      | Rondo Śródka |                                                                               |
| Polen              | Straßenbahn Stettin                       | 1      | Brama Portowa |                                                                               |
| Polen              | Straßenbahn Warschau                      | 1      | Rondo Zgrupowania AK "Radosław" |                                                                               |
| Polen              | Straßenbahn Breslau                       | 4      | Stanisława Dubois/Pomorska; Plac Jana Pawła II; Plac Legionów; Haltestelle Arkady (Capitol)                                                                      |                                                                               |
| Rumänien           | Straßenbahn Bukarest                      | 1      | Șoseaua Ștefan cel Mare/Strada Viitorului |                                                                               |
| Russland           | Straßenbahn Angarsk                       | 1      | Uliza Tschaikowskogo/Uliza Karla Marksa |                                                                               |
| Russland           | Straßenbahn Magnitogorsk                  | 3      | Ploschtschad Mira; Prospekt Karla Marksa/Uliza Sawenjagina; Prospekt Karla Marksa/Uliza Truda                                                                    |                                                                               |
| Russland           | Straßenbahn Moskau                        | 1      | Preobraschenskaya Ploschtschad |                                                                               |
| Russland           | Straßenbahn Samara                        | 1      | Krasnoarmejskaja |                                                                               |
| Russland           | Straßenbahn Sankt Petersburg              | 1      | Swetlanowskaja Ploschtschad |                                                                               |
| Schweden           | Straßenbahn Göteborg                      | 2      | Södra Hamngatan/Östra Hamngatan; Järntorget |                                                                               |
| Schweiz            | Strassenbahn Basel                        | 2      | Voltaplatz; Haltestelle Dreirosenbrücke |                                                                               |
| Tschechien         | Straßenbahn Brünn                         | 2      | Moravské náměstí; Merhautova/Jugoslávská |                                                                               |
| Tschechien         | Straßenbahn Ostrava                       | 1      | Ruská/Závodní |                                                                               |
| Tschechien         | Straßenbahn Prag                          | 5      | Haltestelle Anděl; Sokolovská/Zenklova; Haltestelle Starý Hloubětín; Jugoslávská/Bělehradská; Otakarova/Bělehradská                                              |                                                                               |
| Vereinigte Staaten | Chicago Elevated                          | 1      | Tower 18 Junction |                                                                               |

### Stuttgart
An der Haltestelle Löwentor gibt es für die normalspurige Stadtbahn Stuttgart eine Kreuzung zweigleisiger Strecken mit zweigleisigen Verbindungen in der Süd-West- sowie in der Nord-West-Beziehung, also lediglich einen Halbstern. Zusätzlich sind die Strecken Richtung Süden und Osten jedoch per Dreischienengleis auch meterspurig für den Museumsbetrieb der Straßenbahn Stuttgart ausgeführt. Die zugehörige zweigleisige Süd-Ost-Verbindung in Meterspur ergänzt die Gesamtkonstruktion zum Dreiviertel-Stern. Auch das Verbindungsgleis von Westen Richtung Süden sowie das gerade Gleis von Westen Richtung Osten sind als Dreischienengleis ausgeführt, so dass sich für Meterspurfahrzeuge ein Wendedreieck ergibt.

### Montpellier
Im Rahmen der Renaissance der Straßenbahn neu entstandene Straßenbahnnetze sind in der Regel mit weniger komplexen Gleisanlagen ausgeführt als länger bestehende, größere Netze. Die 2000 eröffnete Straßenbahn Montpellier weist jedoch auf dem Vorplatz des Bahnhofs Saint-Roch einen Dreiviertelstern in einer besonderen Form auf. Die kreuzenden Strecken verlaufen derart im Bogen, dass eine der Verbindungen gerade ausgeführt werden konnte.

### Chicago

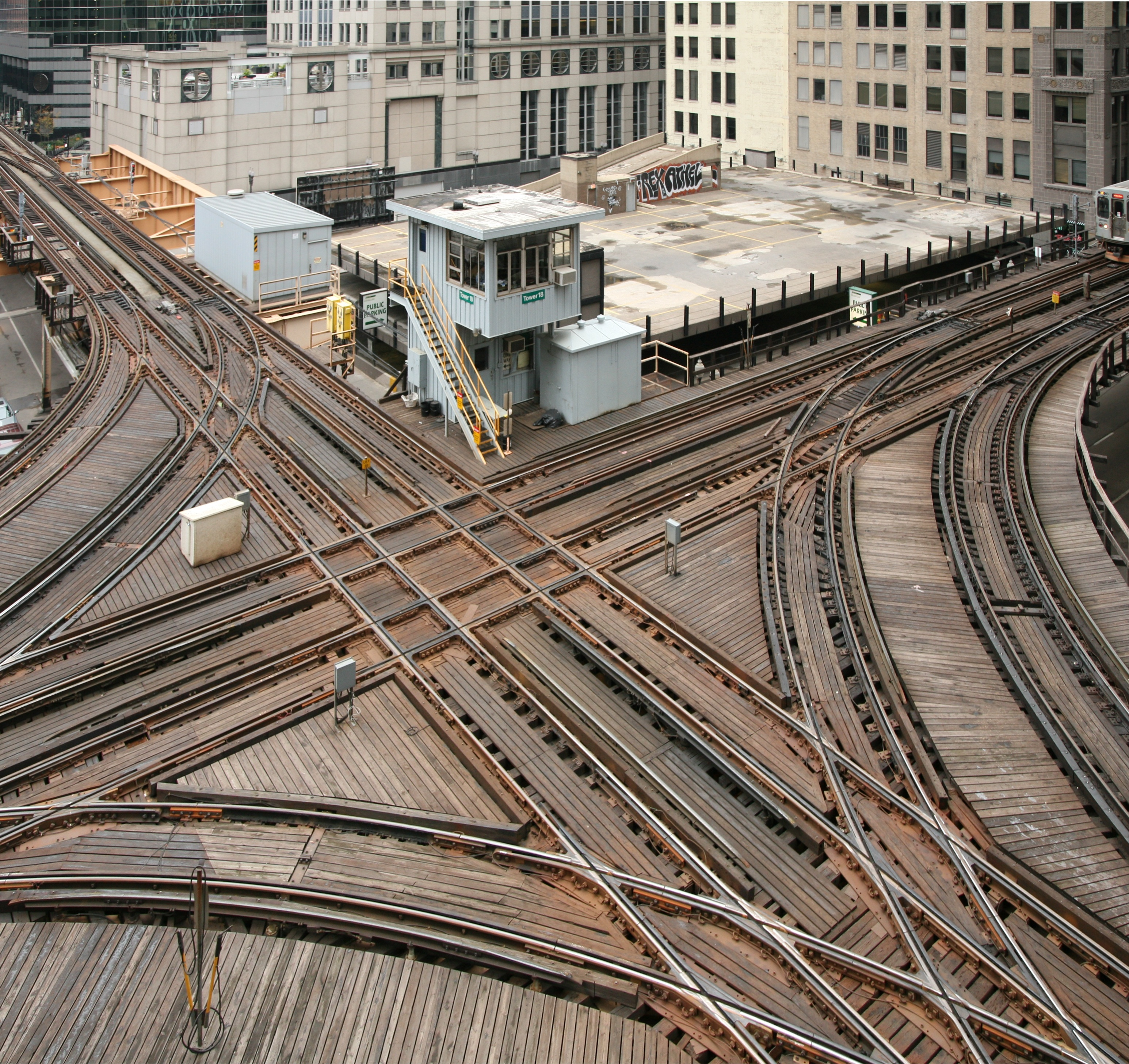
Dreiviertel-Sternkreuzung bei der Chicago Elevated

Der Dreiviertelstern der Chicago Elevated liegt an der nordwestlichen Ecke des zentralen Hochbahn-Rings Loop. Neben der Hochlage tragen auch die seitlichen Stromschienen zur besonderen Komplexität dieser Konstruktion bei.

## Oberleitungsbus

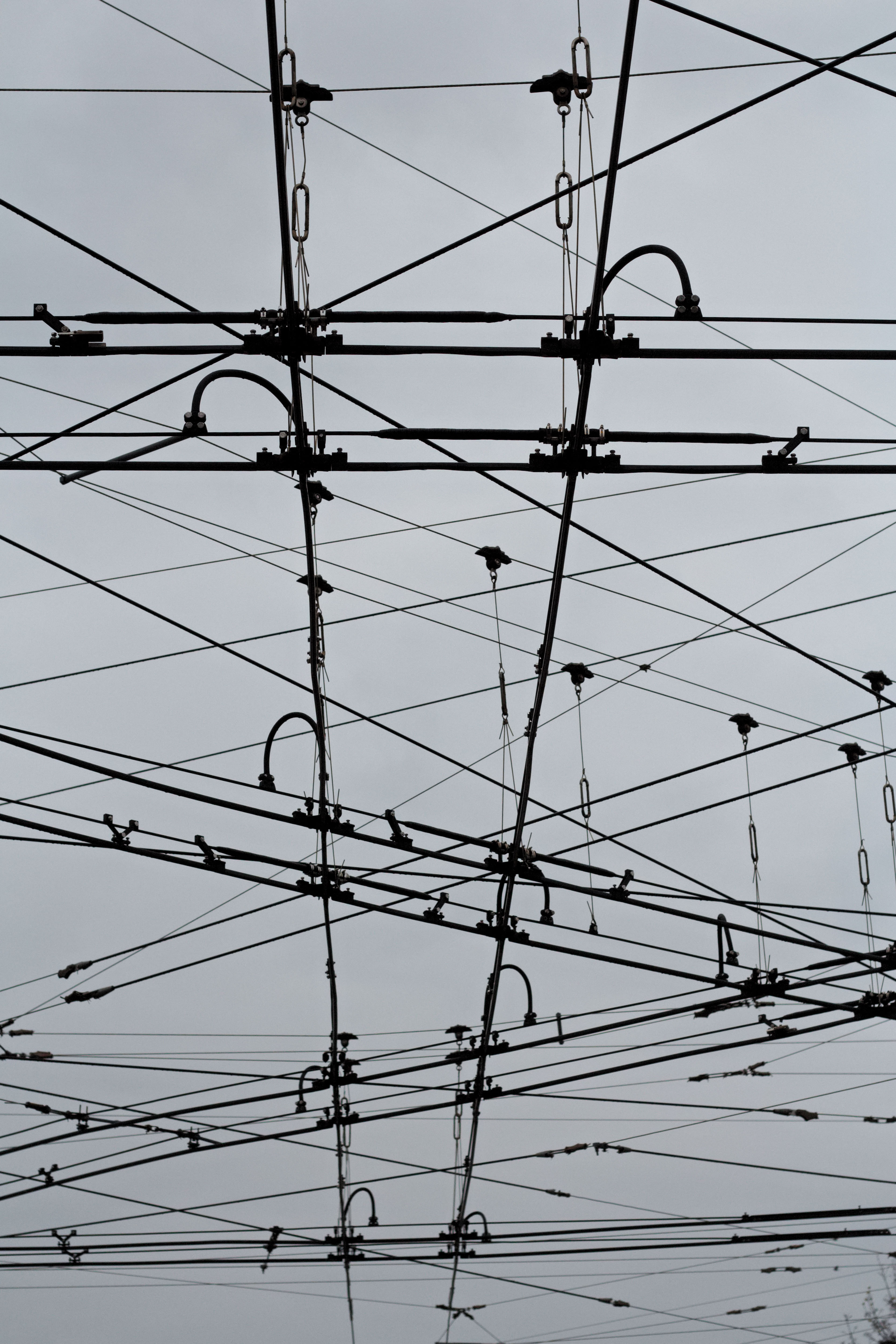
Vollkreuzung beim Salzburger Oberleitungsbus

Auch Oberleitungsbusbetriebe nutzen vereinzelt Vollkreuzungen. Ein besonderes Augenmerk liegt dabei auf den zahlreichen Isolierungen zwischen Plus- und Minuspol, wodurch die  Fahrleitungsanlage deutlich komplizierter ausfällt als bei Straßenbahn-Grand-Unions. Ein Beispiel für eine solche Anlage ist die Kreuzung Linzer Bundesstraße/Sterneckstraße beim Oberleitungsbus Salzburg.